# Batalla de Pegu
La batalla de Pegu va tenir lloc durant la campanya de Birmània de la Segona Guerra Mundial. Combatuda els dies 6 i 7 de març de 1942, es refereix a la defensa de Rangún a Birmània. Les forces japoneses es van aproximar a l'exèrcit indi britànic que es va desplegar prop de Pegu.
Amb la 17a Divisió d'Infanteria delmada i dispersa, les forces disponibles per a tota Birmània eren la 1a Divisió de Birmània i la 7a Brigada Blindada, equipada amb tancs lleugers Stuart o "Honey" de fabricació nord-americana. Els comandants britànics ja havien decidit no disputar Rangún, però la seva nova estratègia es basava en convèncer els japonesos que Rangún estaria fortament defensada.
Les forces britàniques/índies que lluitaven a Pegu eren el 7è Queen's Own Hussars, els Cameronians (fusellers escocesos), el 2n Batalló, el 12è Regiment de Forces Fronteres i els elements supervivents del 17è d'infanteria; el Regiment de West Yorkshire, el 1r Batalló, 4t de Rifles Gurkha del Príncep de Gal·les, el 7è de Rifles Gurkha del Duc d'Edimburg, i el 4t Batalló, 12è Regiment de la Força Fronterera.

## La batalla
Cap al migdia del 8 de març, el 215è Regiment (de la XXXIII Divisió) va entrar a Rangún per trobar per sorpresa que la ciutat estava desocupada i deserta. El general Sakurai li va ordenar immediatament que perseguissin la columna britànica que ara es va adonar que era el conjunt de les forces britàniques de l'àrea de Rangún. Era massa tard i es va perdre l'oportunitat d'or de destruir la guarnició britànica.
Història oficial.

### Payagyi
L'esquadró "B" del 7è hússars, comandant el major G.C. Davies-Gilbert, va arribar al poble de Payagyi per trobar els japonesos que ja hi havia. La visibilitat era escassa i la comunicació per ràdio era difícil. Després d'un breu enfrontament d'infanteria, els tancs lleugers Stuart (anomenats "Honeys" en els exèrcits britànics i de la Commonwealth) van obrir foc, destruint dos tancs japonesos tipus 95 Ha-Go. Es va produir una batalla confusa, en la qual dos tipus 95 més van ser destruïts, un altre tipus 95 va ser abandonat per la seva tripulació i quatre canons antitanc japonesos capturats. Llavors va arribar l'ordre que els britànics es traslladessin a Hlegu.

### Hlegu
Hlegu també estava en mans japoneses quan els britànics s'acostaven. Els japonesos havien erigit un bloqueig de carretera i el van defensar amb còctels molotov, deixant fora de combat un dels Honeys. Al final, es van veure obligats a retirar-se davant el fort foc dels tancs. El capellà del regiment del 7è Hússars , el reverend Neville Metcalfe, va rebre immediatament l'Orde del Servei Distingit per les seves accions d'ajuda als ferits britànics i la realització de serveis funeraris per als morts, malgrat haver estat ferit per foc de morter.

## Conseqüències
El general Alexander es va adonar que Rangún estava condemnat, i el seu nou pla implicava una retirada a Prome, unes 200 milles al nord. L'objectiu, convèncer els japonesos que Rangún seria defensat, s'havia assolit.
L'exèrcit indi britànic es va traslladar a Taukkyan aquella nit.

## Honors de batalla
El sistema d'honors de batalla britànic i de la Commonwealth va reconèixer la participació a la batalla de Pegu els anys 1956, 1957 i 1962 mitjançant l'atorgament a una unitat de l'honor de batalla Pegu i el premi a sis unitats l'honor de la batalla Pegu 1942 per resistir la invasió japonesa de Birmània des de 6 al 7 de març de 1942.